# Airplay
Airplay er et begreb, der anvendes i radiobranchen til at oplyse, hvor ofte en sang bliver spillet på radiostationer. For eksempel vil en sang, der bliver spillet flere gange hver dag, klassificeres som modtager af en stor mængde airplay.
| Radio | Spire Denne artikel om radio eller radioprogrammer er en spire som bør udbygges. Du er velkommen til at hjælpe Wikipedia ved at udvide den. |